# Alexandre Giroux
Alexandre Giroux (* 16. Juni 1981 in Québec City, Québec) ist ein ehemaliger kanadischer Eishockeyspieler, der im Verlauf seiner aktiven Karriere zwischen 1998 und 2021 unter anderem 48 Spiele für die New York Rangers, Washington Capitals, Edmonton Oilers und Columbus Blue Jackets in der National Hockey League (NHL) auf der Position des Flügelstürmers bestritten hat. Darüber hinaus absolvierte Giroux annähernd 900 weitere Partien in der American Hockey League (AHL) und war drei Spielzeiten in der Schweizer National League A (NLA) aktiv. Sein Vater Réjean Giroux war ebenfalls professioneller Eishockeyspieler.

## Karriere

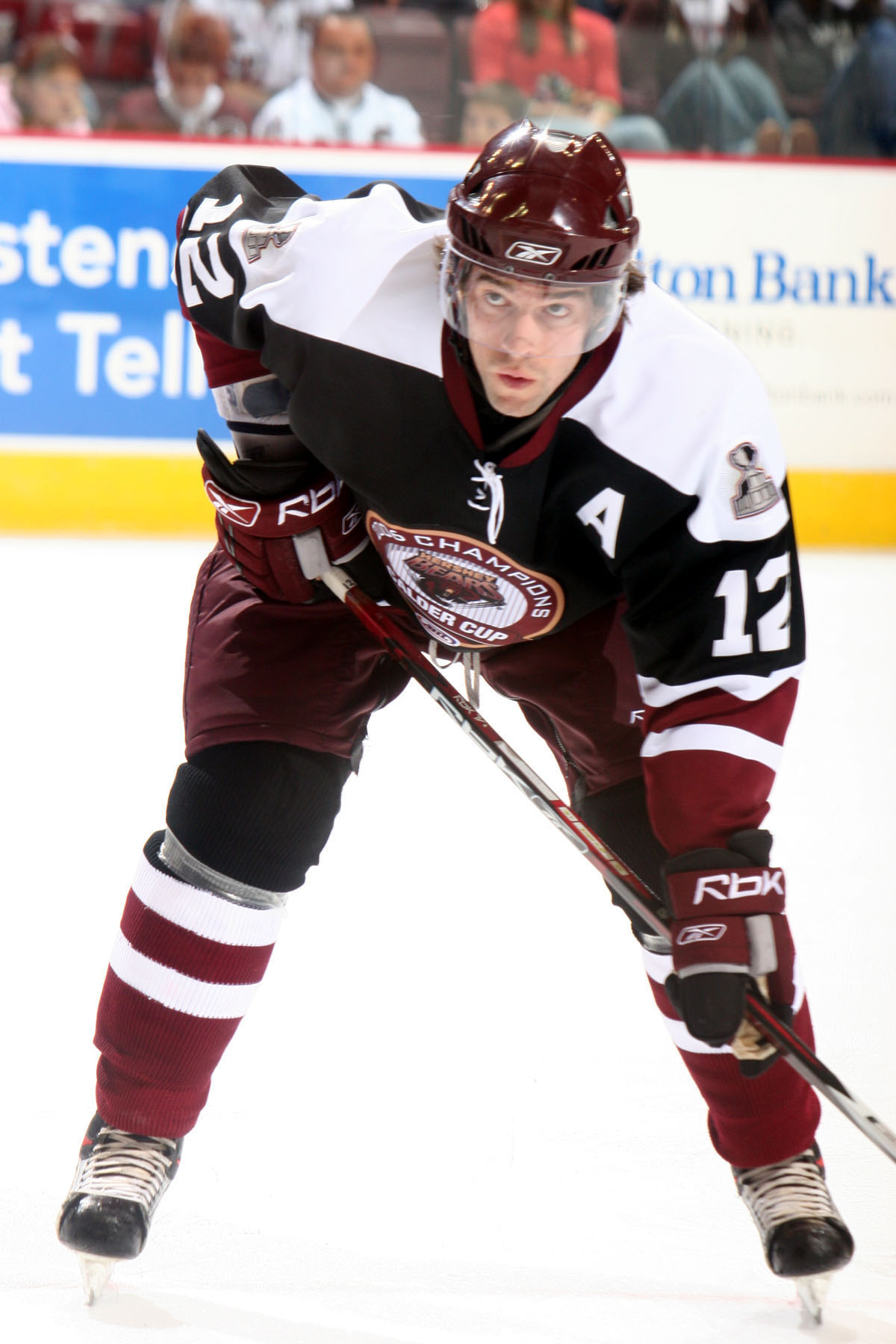
Giroux im Trikot der Hershey Bears (2006)

Giroux begann seine Karriere im Sommer 1998 bei den Olympiques de Hull in der kanadischen Juniorenliga Ligue de hockey junior majeur du Québec (LHJMQ). Dort war der Flügelstürmer drei Spielzeiten lang aktiv, bis er während der Saison 2000/01 innerhalb der Liga zu den Huskies de Rouyn-Noranda transferiert wurde. In seinen insgesamt vier Jahren in der Liga sammelte er 226 Scorerpunkte, darunter 111 Tore, bevor er zur Saison 2001/02 bei den Grand Rapids Griffins in der American Hockey League (AHL) seine Profikarriere begann. Im NHL Entry Draft 1999 war er in der siebten Runde an 213. Stelle von den Ottawa Senators aus der National Hockey League (NHL) ausgewählt worden, schaffte es jedoch nie in den Kader der Senators.
Nach drei Spielzeiten in den Farmteams von Ottawa wurde er an der Trade Deadline im Frühjahr 2004 zusammen mit Karel Rachůnek zu den New York Rangers transferiert. Im Gegenzug wechselte Greg de Vries nach Ottawa. Im Sommer 2006 unterzeichnete Giroux als Free Agent einen Vertrag bei den Washington Capitals, bei denen er während der Saison 2006/07 auf neun Einsätze in der NHL kam. Dabei erzielte er vier Scorerpunkte. Nachdem er aber den Großteil der Saison wieder nur in der AHL verbracht hatte, wechselte er zur Spielzeit 2007/08 in die Organisation der Atlanta Thrashers, die ihn nach 44 Spielen für die Chicago Wolves zurück nach Washington transferierten.
Die Saison 2008/09 war eine sehr erfolgreiche Saison für den Angreifer. Am 17. Januar 2009 brach er den AHL-Rekord für Tore in aufeinanderfolgenden Spielen, indem er in 15 Spielen nacheinander traf. Der vorherige Rekordhalter war Brett Hull. Am 10. April 2009 wurde Giroux mit dem Les Cunningham Award für den wertvollsten Spieler der AHL ausgezeichnet. Zudem gewann er mit den Hershey Bears am Saisonende den Calder Cup. Den Titelgewinn wiederholte er mit dem Team im folgenden Jahr, woran er jeweils als Topscorer und bester Torschütze der Playoffs maßgeblichen Anteil hatte. Im Juli 2010 wechselte der Kanadier für eine Spielzeit zu den Edmonton Oilers, die ihn vorwiegend im AHL-Farmteam Oklahoma City Barons einsetzten. Wiederum im Juli 2011 unterzeichnete Giroux einen Zweiwegevertrag für ein Jahr bei den Columbus Blue Jackets, kam aber erneut hauptsächlich bei den Springfield Falcons in der AHL zum Einsatz.
Ende Mai 2012 erhielt Giroux einen Vertrag bei Dinamo Riga aus der Kontinentalen Hockey-Liga (KHL). Im Juni 2013 wurde er vom HC Ambrì-Piotta aus der Schweizer National League A (NLA) verpflichtet, nachdem er die Vorsaison bereits auf Leihbasis bei deren Ligakonkurrenten Kloten Flyers beendet hatte. In drei Jahren bei Ambrì kam er in 167 NLA-Einsätzen auf 77 Tore und 56 Vorlagen. Zudem gewann er mit dem Team Canada zum Jahresende 2015 die 89. Auflage des traditionsreichen Spengler Cups. Im Juli 2016 wurde er vom kroatischen Verein KHL Medveščak Zagreb aus der KHL verpflichtet. In der Saison 2017/18 stand er bei den Brûleurs de Loups de Grenoble aus der französischen Ligue Magnus unter Vertrag, anschließend mit Unterbrechungen vier Jahre bei den Assurancia de Thetford in der semiprofessionellen Ligue Nord-Américaine de Hockey (LNAH).

## Erfolge und Auszeichnungen
| - 1999 Teilnahme am CHL Top Prospects Game - 2007 Teilnahme am AHL All-Star Classic - 2009 Teilnahme am AHL All-Star Classic - 2009 AHL-Spieler des Monats Januar - 2009 John B. Sollenberger Trophy - 2009 Willie Marshall Award - 2009 Les Cunningham Award - 2009 AHL First All-Star Team - 2009 Calder-Cup-Gewinn mit den Hershey Bears - 2009 Topscorer der Calder-Cup-Playoffs - 2009 Bester Torschütze der Calder-Cup-Playoffs - 2009 AHL-Spieler des Monats Oktober | - 2010 Teilnahme am AHL All-Star Classic - 2010 Willie Marshall Award - 2010 AHL First All-Star Team - 2010 Calder-Cup-Gewinn mit den Hershey Bears - 2010 Topscorer der Calder-Cup-Playoffs - 2010 Bester Torschütze der Calder-Cup-Playoffs - 2011 Teilnahme am AHL All-Star Classic - 2011 AHL First All-Star Team - 2015 Spengler-Cup-Gewinn mit dem Team Canada - 2018 Französischer Vizemeister mit den Brûleurs de Loups de Grenoble - 2018 Trophée Charles Ramsey - 2019 Trophée de la recrue offensive (LNAH Offensive Rookie of the Year) |

## Karrierestatistik

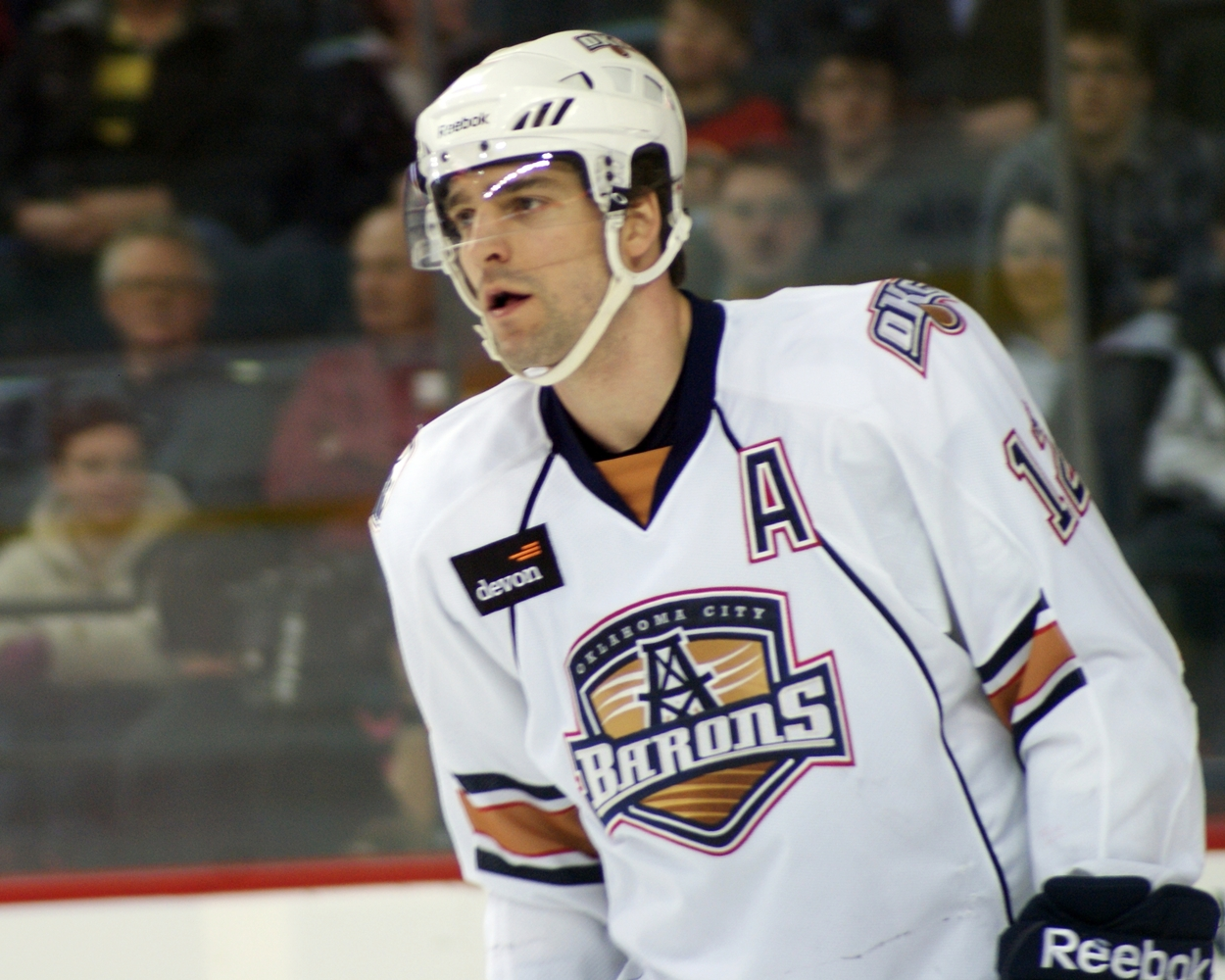
Giroux als Spieler der Oklahoma City Barons (2011)

(Legende zur Spielerstatistik: Sp oder GP = absolvierte Spiele; T oder G = erzielte Tore; V oder A = erzielte Assists; Pkt oder Pts = erzielte Scorerpunkte; SM oder PIM = erhaltene Strafminuten; +/− = Plus/Minus-Bilanz; PP = erzielte Überzahltore; SH = erzielte Unterzahltore; GW = erzielte Siegtore; 1 Play-downs/Relegation; Kursiv: Statistik nicht vollständig)